# 东晋行政区划

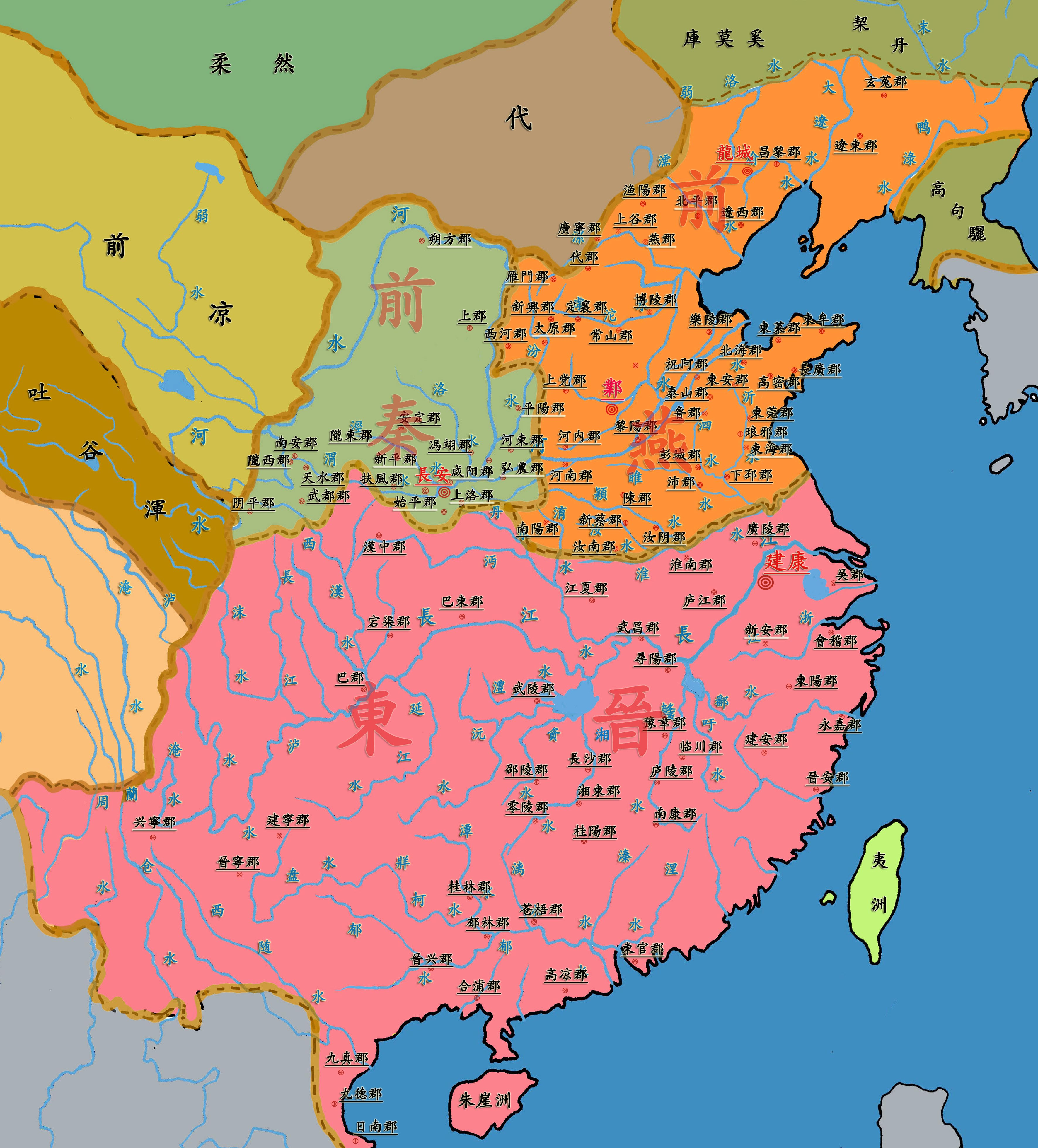
红色為东晋（灭成汉后）領土範圍（未包括数次北伐收复的土地），橙黄色則為前燕的領土範圍

東晉政區襲承西晉，也是實行州郡縣三級制。其特點是州郡越分越多，轄區縮小。西晉末年，大量流民南渡。東晉朝廷為了安撫僑民及僑姓世族，以原籍州郡縣名寄治別處，而無實地，此即僑州郡縣。等到安定後實施土斷，使其州郡領有實地，戶籍和賦役與一般州郡縣相同。
東晉政區隨其疆域的變化而有增減。由於外族入侵與晉軍北伐，北疆時常變動；四川先後出現成漢、譙蜀等國；東南疆域大致固定。晉元帝時期，石勒入侵，北疆只剩淮南江陵一帶。成漢佔據四川，於347年被桓溫滅。桓溫發動三次北伐，一度收復山東及河南地區，後敗於前燕而止。前秦屢次入侵東晉領土，此時東晉僅剩揚、荊、江、廣、交、豫、徐、兗、益、寧七州，及兗、青、冀、司、幽、并、益等僑州，共十五州。383年淝水之戰，前秦慘敗。隔年謝玄北伐，成功收復黃河、秦嶺以南地區。之後東晉內亂，桓玄篡位，譙蜀獨立，疆域萎縮。劉裕崛起後攻滅譙蜀並發動兩次北伐，收復四川、山東、河南及關中地區。然而劉裕因故返京，將領內亂，夏人入侵，關中得而復失。此時東晉領有揚、北徐、豫、江、北青、司、荊、北雍、東益、寧、交、廣、北并、北冀、梁、徐、北兗等十七州，及幽、冀、東秦、青、并、兗、秦、雍等僑州，共二十五州。
近期考古发现，西晋灭亡后，今朝鲜平壤及其西南的黄海道信川郡还有忠于晋朝的势力，东晋因而得以任命佟寿为昌黎、玄菟、带方太守，这一地区使用晋朝年号至少直到元兴三年（404年），后来才被高句丽所兼并。

## 疆域
東晉所據疆域，完整者只有揚、荊、江、湘、交、廣六州而已，其他如豫州、徐州只佔一部分，至於司、兗、梁、益、寧等州則數度出入。又涼州自涼州刺史張軌至張駿時，始終奉晉之正朔，雖與東晉相隔離，在名義上仍為東晉之領土。

## 制度
東晉行政區劃分為實州郡縣、僑州郡縣兩種：
實州郡縣，為一般州郡縣，既有其人民，又有其土地。
僑州郡縣，是東晉實行的一種特殊的行政區劃制度，即故土淪亡，以原籍州、郡、縣名寄治別處，只有僑民，而無土地。永嘉之亂以後，中原人民大批南遷。為籠絡人心、安置大族，便就地按流民原來籍貫在南遷之地設置原籍州、郡、縣。當時僑州、僑郡、僑縣集中在長江流域，特別在建康（今江蘇南京）和荊州（今湖北江陵）附近。這些僑州、郡、縣與實州、郡、縣形成較為複雜的統領關係，主要如下四種：
- 一、實州既統領實郡、實縣，又統領僑郡、僑縣。
- 二、實郡既統實縣又統僑縣。
- 三、僑州既統領實郡、實縣，又統領僑郡、僑縣。
- 四、實郡中也有統領僑縣的。

除了僑州郡縣外，還有雙頭州郡、左郡左縣、僚郡、俚郡等。雙頭州郡即兩州或兩郡同治一地，一人帶兩州刺史或兩郡太守。這主要起源於僑寄，即一州一郡本土淪亡，寄治他州他郡，如南秦為僑州，寄治梁州治南鄭，由一人任刺史，稱為梁、南秦二州；又如巴西為僑郡，寄治梓潼郡治所涪縣，由一人任太守，稱為巴西、梓潼二郡。

## 行政區劃列表
以下郡縣表根據近人著作及有關之史志典籍整理而成，參考書目如下：
- 《晉書‧地理志》，唐代房玄齡等著
- 《宋書‧州郡志》，南朝沈約著
- 《水經注》，北魏酈道元著
- 《東晉疆域志》，清代洪亮吉著
- 《中國歷史地圖集》，近代譚其驤主編
- 《華陽國志校注》，劉琳著
- 《宋書州郡志匯釋》，胡阿祥著
- 《六朝疆域與政區研究》（增訂本），胡阿祥著
- 《華陽國志校補圖注》，任乃強著
- 《晉書地理志校注》，孔祥軍著
- 《中國行政區劃通史·三國兩晉南朝卷》，胡阿祥、孔祥軍、徐成合著

見於《晉書‧地理志》，後世典籍無明確交代或記載不清楚之縣份列為廢棄縣份。
| 東晉郡縣表（元熙元年‧西元419年）                                   |          | | | | |
| 說明：「 」為東晉時期的僑郡或僑縣；「*」為東晉時期新置或復置的郡縣 |          | | | | |
| 州名 （縣數）                                                      | 州治     | 郡名 （縣數） | 郡治 | 下轄縣名 | 備注 |
| 揚州 （102）                                                       | 建康     | 東晉揚州治建康（今江蘇省南京市） | 東晉揚州治建康（今江蘇省南京市） | 東晉揚州治建康（今江蘇省南京市） | 東晉揚州治建康（今江蘇省南京市） |
| 揚州 （102）                                                       | 建康     | 丹陽尹 （8） | 建康縣 | 建康縣、秣陵縣、江寧縣、丹陽縣、永世縣、溧陽縣、湖熟縣、句容縣 | - 太興元年（318年）六月改丹陽郡為丹陽尹。 - 省併縣份：蕪湖縣（東晉末）。 - 移往其他州郡的縣份：於湖縣、江乘縣。 |
| 揚州 （102）                                                       | 建康     | 宣城郡 （10） | 治無定所 | 宛陵縣、宣城縣、廣陽縣、安吳縣、臨城縣、石城縣、涇縣、廣德縣、寧國縣、懷安縣 | - 咸康四年（338年）改陵陽縣為廣陽縣。 - 移往其他州郡的縣份：春穀縣。 |
| 揚州 （102）                                                       | 建康     | 吳郡 （12） | 吳縣 | 吳縣、嘉興縣、海鹽縣、鹽官縣、錢唐縣、富陽縣、桐廬縣、建德縣、壽昌縣、婁縣、海虞縣、*新城縣                                                                                        | - 東晉改富春縣為富陽縣（394年）。 - 咸和九年（334年）析桐廬縣置新城縣。 |
| 揚州 （102）                                                       | 建康     | 吳興郡 （10） | 烏程縣 | 烏程縣、臨安縣、餘杭縣、武康縣、東遷縣、於潛縣、故鄣縣、安吉縣、原鄉縣、長城縣 | |
| 揚州 （102）                                                       | 建康     | 會稽國 （10） | 山陰縣 | 山陰縣、上虞縣、餘姚縣、句章縣、鄞縣、鄮縣、始寧縣、剡縣、永興縣、諸暨縣 | - 咸和二年（327年），改會稽郡置會稽國。 |
| 揚州 （102）                                                       | 建康     | 東陽郡 （9） | 長山縣 | 長山縣、永康縣、烏傷縣、吳寧縣、太末縣、信安縣、豐安縣、定陽縣、遂昌縣 | |
| 揚州 （102）                                                       | 建康     | 新安郡 （6） | 始新縣 | 始新縣、遂安縣、黎陽縣、海寧縣、黟縣、歙縣 | |
| 揚州 （102）                                                       | 建康     | 臨海郡 （5） | 章安縣 | 章安縣、臨海縣、始豐縣、寧海縣、*樂安縣 | - 新置縣份：樂安縣（343年?）。 - 移往其他州郡的縣份：永寧縣、安固縣、松陽縣、橫陽縣。 |
| 揚州 （102）                                                       | 建康     | *永嘉郡 （5） | 永寧縣 | #永寧縣、#安固縣、#松陽縣、#橫陽縣、*樂成縣 | - 太寧元年（323年），析臨海郡置永嘉郡。 - 帶#縣份為原臨海郡轄縣。 - 寧康三年（375年）析永寧縣置樂成縣。 |
| 揚州 （102）                                                       | 建康     | 義興郡 （5） | 陽羨縣 | 陽羨縣、臨津縣、義鄉縣、國山縣、平陵縣 | |
| 揚州 （102）                                                       | 建康     | 晉陵郡 （8） | 晉陵縣 | 晉陵縣、丹徒縣、曲阿縣、武進縣、延陵縣、暨陽縣、無錫縣、*南沙縣 | - 咸康七年（341年）析暨陽縣置南沙縣。 |
| 揚州 （102）                                                       | 建康     | 淮南郡 （7） | 於湖縣 | #於湖縣、襄垣縣、當塗縣、上黨縣、定陵縣、逡道縣、繁昌縣 | - 本僑郡，義熙八年（412年）實行土斷，割丹陽尹於湖縣境為淮南（僑）郡實土。 - 帶#縣份為原丹陽尹轄縣。 - 僑寄縣份：襄垣縣、當塗縣、上黨縣、定陵縣、逡道縣、繁昌縣。 |
| 揚州 （102）                                                       | 建康     | 琅邪郡 （7） | 江乘縣金城 | #江乘縣、懷德縣、費縣、陽都縣、臨沂縣、即丘縣、開陽縣 | - 本僑郡，咸康元年（335年）割丹陽尹江乘縣境為琅邪（僑）郡實土。 - 帶#縣份為原丹陽尹轄縣。 - 僑寄縣份：懷德縣、費縣、陽都縣、臨沂縣、即丘縣、開陽縣。 |
| 徐州 （29）                                                        | 治所屢變 | 東晉徐州治所屢變 | 東晉徐州治所屢變 | 東晉徐州治所屢變 | 東晉徐州治所屢變 |
| 徐州 （29）                                                        | 治所屢變 | 廣陵郡 （4） | 廣陵縣 | 廣陵縣、海陵縣、輿縣、#高郵縣 | - 帶#縣份為原臨淮郡轄縣。 - 廢棄縣份：淮陰縣、淮浦縣、海西縣、射陽縣、鹽漬縣、凌縣。 - 省併縣份：江都縣。 |
| 徐州 （29）                                                        | 治所屢變 | *海陵郡 （5） | 建陵縣 | 建陵縣、*臨江縣、*如皋縣、*寧海縣、*蒲濤縣 | - 義熙七年（411年），析廣陵郡置海陵郡。 - 義熙七年（411年），析置臨江縣、如皋縣、寧海縣、蒲濤縣。 - 僑寄縣份：建陵縣。 |
| 徐州 （29）                                                        | 治所屢變 | *盱眙郡 （3） | 舊盱眙 | 考城縣、*陽城縣、*直瀆縣 | - 義熙七年（411年），析臨淮郡盱眙縣置盱眙郡。 - 義熙七年（411年），析置陽城縣、直瀆縣。 - 僑寄縣份：考城縣。 |
| 徐州 （29）                                                        | 治所屢變 | *鍾離郡 （3） | 燕縣 | 燕縣、朝歌縣、樂平縣 | - 義熙七年（411年），以淮南郡鍾離廢縣地置鍾離郡。 - 僑寄縣份：燕縣、朝歌縣、樂平縣。 |
| 徐州 （29）                                                        | 治所屢變 | 山陽郡 （4） | 山陽縣 | 山陽縣、鹽城縣、東城縣、左鄉縣 | - 本僑郡，義熙八年（412年）實行土斷，割廣陵郡射陽廢縣境為山陽（僑）郡實土。 - 義熙八年（412年），析置山陽縣、、鹽城縣、東城縣、左鄉縣。 |
| 徐州 （29）                                                        | 治所屢變 | 堂邑郡 | 堂邑縣 | 堂邑縣 | - 晉安帝年間（397後-412前），廢堂邑郡堂邑縣境為秦（僑）郡實土。 |
| 徐州 （29）                                                        | 治所屢變 | 秦郡 （10） | 堂邑 | 臨塗縣、秦縣、外黃縣、浚儀縣、尉氏縣、雍丘縣、頓丘縣、沛縣、義成縣、平丘縣 | - 本僑郡，晉安帝年間（397後-412前），廢堂邑郡堂邑縣境為秦（僑）郡實土。 - 晉安帝年間（397後-412前），析置臨塗縣 - 僑寄縣份：秦縣、外黃縣、浚儀縣、尉氏縣、雍丘縣、頓丘縣、沛縣、義成縣、平丘縣。                                                                                       |
| 北徐州 （41）                                                      | 彭城     | 東晉北徐州治彭城（今江蘇省徐州市） 義熙七年（411年）分徐州淮水以北、豫州東部置州                                                                                             | 東晉北徐州治彭城（今江蘇省徐州市） 義熙七年（411年）分徐州淮水以北、豫州東部置州                                                                                             | 東晉北徐州治彭城（今江蘇省徐州市） 義熙七年（411年）分徐州淮水以北、豫州東部置州                                                                                                   | 東晉北徐州治彭城（今江蘇省徐州市） 義熙七年（411年）分徐州淮水以北、豫州東部置州 |
| 北徐州 （41）                                                      | 彭城     | 彭城國 （5） | 彭城縣 | 彭城縣、呂縣、蕃縣、薛縣、留縣 | - 太寧二年（324年）為後趙攻陷，永和五年（349年）至九年（353年）間曾一度收復。 - 彭城郡故屬徐州，義熙七年（411年）改屬北徐州。 - 廢棄縣份：傅陽縣、武原縣、梧縣、廣戚縣。 |
| 北徐州 （41）                                                      | 彭城     | 沛郡 （3） | 蕭縣 | 蕭縣、相縣、沛縣 | - 西晉末已為後趙攻陷，永和五年（349年）至九年（353年）間曾一度收復。 - 沛郡故屬豫州，義熙七年（411年）改屬北徐州。 - 廢棄縣份：杼秋縣、豐縣、竹邑縣、符離縣、洨縣、虹縣。 |
| 北徐州 （41）                                                      | 彭城     | 下邳郡 （4） | 下邳縣 | 下邳縣、良城縣、僮縣、睢陵縣 | - 咸和元年（326年）為後趙攻陷，升平二年（358年）以前收復入晉。 - 下邳郡故屬徐州，義熙七年（411年）改屬北徐州。 - 廢棄縣份：夏丘縣、取慮縣、北凌縣。 |
| 北徐州 （41）                                                      | 彭城     | 東海國 （3） | 襄賁縣 | 襄賁縣、利城縣、贛榆縣 | - 太寧二年（324年）為後趙攻陷，義熙六年（410年）滅南燕後復入晉。 - 東海國故屬徐州，義熙七年（411年）改屬北徐州。 - 廢棄縣份：郯縣、祝其縣、朐縣、厚丘縣。 |
| 北徐州 （41）                                                      | 彭城     | 東莞郡 （5） | 莒縣 | 莒縣、東莞縣、諸縣、#姑幕縣、#臨朐縣 | - 太寧二年（324年）為後趙攻陷，義熙六年（410年）滅南燕後復入晉。 - 東海郡故屬徐州，義熙七年（411年）改屬北徐州。 - 帶#縣份為原高密郡、平昌郡轄縣。 - 廢棄縣份：郯縣、祝其縣、朐縣、厚丘縣。                                                                                            |
| 北徐州 （41）                                                      | 彭城     | 譙國 （2） | 譙縣 | 譙縣、山桑縣 | - 永昌元年（322年）晉將祖約棄守，太元九年（384年）復入晉。 - 譙國故屬豫州，義熙七年（411年）改屬北徐州。 - 廢棄縣份：城父縣、酇縣、龍亢縣、蘄縣、銍縣。 |
| 北徐州 （41）                                                      | 彭城     | 梁國 （4） | 睢陽縣 | 睢陽縣、蒙縣、下邑縣、寧陵縣 | - 西晉末為後趙攻陷，太元年間復入晉。 - 梁國故屬豫州，義熙七年（411年）改屬北徐州。 - 廢棄縣份：虞縣、穀熟縣。 |
| 北徐州 （41）                                                      | 彭城     | 琅邪國 （3） | 費縣 | 費縣、即丘縣、陽都縣 | - 永昌元年（322年）為後趙攻陷，義熙六年（410年）滅南燕後復入晉。 - 琅邪國故屬徐州，義熙七年（411年）改屬北徐州。 - 廢棄縣份：開陽縣、臨沂縣、繒縣、華縣、蒙陰縣。 |
| 北徐州 （41）                                                      | 彭城     | 蘭陵郡 （5） | 承縣 | 承縣、蘭陵縣、戚縣、合鄉縣、昌慮縣 | - 東晉初為後趙攻陷，太元年間復入晉。 - 蘭陵郡故屬徐州，義熙七年（411年）改屬北徐州。 |
| 北徐州 （41）                                                      | 彭城     | 東安郡 （3） | 蓋縣 | 蓋縣、#新泰縣、發干縣 | - 東晉初為後趙攻陷，太元年間復入晉。 - 東安郡故屬徐州，義熙七年（411年）改屬北徐州。 - 帶#縣份為原泰山郡轄縣。 - 僑寄縣份：發干縣。 - 廢棄縣份：東安縣。 |
| 北徐州 （41）                                                      | 彭城     | *宿預郡 （1） | 宿預縣 | *宿預縣 | - 晉安帝時置郡。 - 新置宿預縣（400年?）。 - 宿預郡故屬徐州，義熙七年（411年）改屬北徐州。 |
| 北徐州 （41）                                                      | 彭城     | 淮陽國 （3） | 角城縣 | *角城縣、晉寧縣、上黨縣 | - 義熙七年（411年），析下邳郡地為淮陽國實土。 - 義熙七年（411年），析置角城縣。 - 僑寄縣份：晉寧縣、上黨縣。 |
| 兗州 （49）                                                        | 滑台     | 東晉兗州治滑台 | 東晉兗州治滑台 | 東晉兗州治滑台 | 東晉兗州治滑台 |
| 兗州 （49）                                                        | 滑台     | 濮陽郡 （2） | 濮陽縣 | 濮陽縣、廩丘縣 | - 西晉末為石勒攻陷，義熙六年（410年）滅南燕後復入晉。 - 廢棄縣份：鄄城縣。 - 移往其他州郡的縣份：白馬縣、燕縣。 |
| 兗州 （49）                                                        | 滑台     | 泰山郡 （9） | 奉高縣 | 奉高縣、山茌縣、嬴縣、牟縣、南城縣、南武陽縣、梁父縣、博縣、萊蕪縣、太原縣 | - 東晉初為泰山太守徐龕所割據，永昌元年（322年）為石勒攻陷，太元年間（376-396）復得又沒，義熙六年（410年）滅南燕後復入晉。 - 廢棄縣份：矩平縣。 - 移往其他州郡的縣份：新泰縣。 - 僑寄縣份：太原縣。                                                                                     |
| 兗州 （49）                                                        | 滑台     | 高平國 （8） | 高平縣 | 高平縣、方與縣、金鄉縣、鉅野縣、平陽縣、#亢父縣、#任城縣、湖陸縣 | - 西晉末為石勒攻陷，後來多次復得又沒，義熙六年（410年）復入晉。 - 帶#縣份為原任城郡轄縣。 - 南平陽縣改名平陽縣。（年代不明） - 廢棄縣份：昌邑縣。 |
| 兗州 （49）                                                        | 滑台     | 任城郡 （2） | 任城縣 | 任城縣、亢父縣 | - 西晉末為石勒攻陷，東晉初廢郡併入高平郡。 - 廢棄縣份：樊縣。 |
| 兗州 （49）                                                        | 滑台     | 魯郡 （3） | 鄒縣 | 鄒縣、汶陽縣、魯縣 | - 東晉初為泰山太守徐龕所割據，永昌元年（322年）為石勒攻陷，後來多次復得又沒，義熙六年（410年）復入晉。 - 魯郡故屬豫州，東晉初改屬兗州。 - 廢棄縣份：卞縣、公丘縣。 |
| 兗州 （49）                                                        | 滑台     | 濟北國 （5） | 盧縣 | 盧縣、東阿縣、臨邑縣、穀城縣、蛇丘縣 | - 西晉末為石勒攻陷，後來多次復得又沒，義熙六年（410年）復入晉。 |
| 兗州 （49）                                                        | 滑台     | *東燕郡 （2） | 燕縣 | #燕縣、#白馬縣 | - 東晉初析濮陽郡置，永昌元年（322年）為石勒攻陷，後來多次復得又沒，義熙六年（410年）復入晉。 - 帶#縣份為原濮陽郡轄縣。 |
| 兗州 （49）                                                        | 滑台     | 陳留國 （6） | 小黃縣 | 小黃縣、雍丘縣、襄邑縣、尉氏縣、酸棗縣、長垣縣 | - 西晉末為石勒攻陷，義熙六年（410年）復入晉。 - 移往其他州郡的縣份：濟陽縣、考城縣。 - 廢棄縣份：浚儀縣、封丘縣、外黃縣。 |
| 兗州 （49）                                                        | 滑台     | 東平郡 （5） | 須昌縣 | 須昌縣、無鹽縣、平陸縣、壽張縣、范縣 | - 西晉末為石勒攻陷，太元年間（376-396）復得又沒，義熙六年（410年）滅南燕後復入晉。 - 廢棄縣份：富城縣、剛平縣。 |
| 兗州 （49）                                                        | 滑台     | 濟陰郡 （7） | 定陶縣 | 定陶縣、句陽縣、成武縣、冤句縣、單父縣、城陽縣、離狐縣 | - 西晉末為石勒攻陷，義熙六年（410年）復入晉。 - 廢棄縣份：乘氏縣、己氏縣。 |
| 兗州 （49）                                                        | 滑台     | *濟陽郡 （2） | 濟陽縣 | #濟陽縣、#考城縣 | - 東晉時析陳留國置。 - 帶#縣份為原陳留國轄縣。 |
| 豫州 （57）                                                        | 壽陽     | 東晉豫州治壽陽城（今安徽省壽縣） | 東晉豫州治壽陽城（今安徽省壽縣） | 東晉豫州治壽陽城（今安徽省壽縣） | 東晉豫州治壽陽城（今安徽省壽縣） |
| 豫州 （57）                                                        | 壽陽     | 汝南郡 （10） | 懸瓠城 | 上蔡縣、平輿縣、西平縣、郎陵縣、慎陽縣、南安陽縣、新息縣、安城縣、陽安縣、灈陽縣                                                                                                   | - 西晉末為石勒攻陷，太興三年（320年）為祖逖收復，後來多次復得又沒，義熙十二年（416年）劉裕北伐復入晉。 - 移往其他州郡的縣份：汝陽縣 - 廢棄縣份：新陽縣、北宜春縣、定潁縣、吳房縣 |
| 豫州 （57）                                                        | 壽陽     | *汝陽郡 （2） | 汝陽縣 | #汝陽縣、*武津縣 | - 東晉初析汝南郡置，咸康三年（336年）省郡復入汝南郡，義熙十二年（416年）劉裕北伐後復置。 - 帶#縣份為原汝南郡轄縣。 - 新置縣份：武津縣（416年?）。 |
| 豫州 （57）                                                        | 壽陽     | 汝陰郡 （4） | 汝陰縣 | 汝陰縣、宋縣、安城縣、樓煩縣 | - 西晉末為石勒攻陷，太興三年（320年）為祖逖收復，咸康二年（335年）省郡併入新蔡郡。義熙十二年（416年）劉裕北伐後復置。 - 廢棄縣份：慎縣、原鹿縣。 - 僑寄縣份：安城縣、樓煩縣。 |
| 豫州 （57）                                                        | 壽陽     | 新蔡郡 （4） | 新蔡縣 | 新蔡縣、鮦陽縣、固始縣、苞信縣 | - 西晉末為石勒攻陷，太興三年（320年）為祖逖收復，興寧二年（364年）為前燕所陷，義熙十二年（416年）劉裕北伐復入晉。 - 咸康二年（335年）省鮦陽、固始2縣併入新蔡縣，後復立。 |
| 豫州 （57）                                                        | 壽陽     | 陳郡 （6） | 項城縣 | 項城縣、#西華縣、*扶溝縣、陽夏縣、陳縣、苦縣 | - 西晉末為石勒攻陷，太興三年（320年）為祖逖收復，興寧二年（364年）為前燕所陷，義熙十二年（416年）劉裕北伐復入晉。 - 帶#縣份為原潁川郡轄縣。 - 新置縣份：扶溝縣（416年?）。 - 廢棄縣份：武平縣。                                                                                        |
| 豫州 （57）                                                        | 壽陽     | 南頓郡 （2） | 陳郡項城 | 南頓縣、*和城縣 | - 西晉末為石勒攻陷，太興三年（320年）為祖逖收復，興寧二年（364年）為前燕所陷，義熙十二年（416年）劉裕北伐復入晉。 - 新置縣份：和城縣（320年?）。 |
| 豫州 （57）                                                        | 壽陽     | 潁川郡 （9） | 許昌縣 | 許昌縣、長社縣、長平縣、鄢陵縣、臨潁縣、邵陵縣、新汲縣、潁陰縣、#陽翟縣 | - 西晉末為石勒攻陷，太興三年（320年）為祖逖收復，升平三年（359年）為前燕所陷，義熙十二年（416年）劉裕北伐復入晉。 - 移往其他州郡的縣份：西華縣。 - 帶#縣份為原河南郡轄縣。 - 廢棄縣份：郾縣。                                                                                          |
| 豫州 （57）                                                        | 壽陽     | 襄城郡 | 治所不明 | | - 西晉末為石勒攻陷，太興三年（320年）為祖逖收復，咸康二年（335年）省郡併入潁川郡。 - 廢棄縣份：襄城縣、繁昌縣、郟縣、定陵縣、父城縣、昆陽縣、舞陽縣。 |
| 豫州 （57）                                                        | 壽陽     | 弋陽郡 （6） | 弋陽縣 | 弋陽縣、#期思縣、@蓼縣、軑縣、@松滋縣、@安豐縣 | - 帶#縣份為原西陽郡轄縣，帶@縣份為原安豐郡轄縣。 |
| 豫州 （57）                                                        | 壽陽     | 安豐郡 （3） | 安豐 | 安豐縣、蓼縣、松滋縣 | - 晉安帝年間（397後-412前）廢郡併入弋陽郡。 - 廢棄縣份：安風縣、雩婁縣 |
| 豫州 （57）                                                        | 壽陽     | 歷陽郡 （3） | 歷陽縣 | 歷陽縣、烏江縣、龍亢縣 | - 歷陽郡故屬揚州，義熙八年（412年）實行土斷，改屬豫州。 - 僑寄縣份：龍亢縣。 |
| 豫州 （57）                                                        | 壽陽     | *馬頭郡 （3） | 馬頭城 | 虞縣、零縣、濟陽縣 | - 義熙元年（405年）以淮南郡故當塗縣地置馬頭郡。 - 馬頭郡故屬揚州，義熙八年（412年）實行土斷，改屬豫州。 - 僑寄縣份：虞縣、零縣、濟陽縣。 |
| 豫州 （57）                                                        | 壽陽     | *晉熙郡 （3） | 懷寧縣 | *懷寧縣、*新治縣、陰安縣 | - 晉安帝年間（397後-412前），析廬江郡置晉熙郡。 - 晉安帝年間（397後-412前），析置懷寧縣、新治縣。 - 晉熙郡故屬揚州，義熙八年（412年）實行土斷，改屬豫州。 - 僑寄縣份：陰安縣。 |
| 豫州 （57）                                                        | 壽陽     | 淮南郡 | 壽春縣 | | - 咸寧三年（327年）為後趙將石堪所攻陷，永和五年（349年）收復，義熙八年（412年）實行土斷，割淮南郡境為豫州梁郡實土。 - 廢棄縣份：壽春縣、成德縣、下蔡縣、義成縣、西曲陽縣、平阿縣、合肥縣、陰陵縣、當塗縣、逡遒縣、全淑縣、阜陵縣、東城縣、鍾離縣                                       |
| 豫州 （57）                                                        | 壽陽     | 廬江郡 （2） | 舒縣 | 舒縣、灊縣 | - 廬江郡故屬揚州，義熙八年（412年）實行土斷，改屬豫州。 - 廢棄縣份：六安縣、陽泉縣、皖縣、居巢縣、臨湖縣、襄安縣、龍舒縣。 |
| 豫州 （57）                                                        | 壽陽     | 廬江郡 （1） | 陽穀縣 | #陽穀縣 | - 咸和二年至三年（327-328）蘇峻之亂後，割宣城郡春穀縣為廬江（僑）郡實土。 - 帶#縣份為原宣城郡轄縣。 - 春穀縣改名陽穀縣。（395年） - 晉安帝年間（397後-412前）廢廬江（僑）郡及陽穀縣為淮南（僑）郡實土。                                                                                |
| 豫州 （57）                                                        | 壽陽     | 西陽郡 （2） | 邾縣西西陽故城 | 西陵縣、邾縣、軑縣、西陽縣、弋陽縣 | - 移往其他州郡的縣份：期思縣、蘄春縣。 - 廢棄縣份：西陽縣 - 僑寄縣份：軑縣、西陽縣、弋陽縣。 |
| 司州 （28）                                                        | 虎牢     | 東晉司州治虎牢（今河南省滎陽市西北汜水鎮） 西晉末司州大半失陷，永和五年（349年）及太元九年（384年）曾短暫收復，數年後又失，義熙十二年（416年）劉裕北伐，收復司州黃河以南地區 | 東晉司州治虎牢（今河南省滎陽市西北汜水鎮） 西晉末司州大半失陷，永和五年（349年）及太元九年（384年）曾短暫收復，數年後又失，義熙十二年（416年）劉裕北伐，收復司州黃河以南地區 | 東晉司州治虎牢（今河南省滎陽市西北汜水鎮） 西晉末司州大半失陷，永和五年（349年）及太元九年（384年）曾短暫收復，數年後又失，義熙十二年（416年）劉裕北伐，收復司州黃河以南地區       | 東晉司州治虎牢（今河南省滎陽市西北汜水鎮） 西晉末司州大半失陷，永和五年（349年）及太元九年（384年）曾短暫收復，數年後又失，義熙十二年（416年）劉裕北伐，收復司州黃河以南地區 |
| 司州 （28）                                                        | 虎牢     | 河南郡 （11） | 洛陽縣 | 洛陽縣、河南縣、鞏縣、緱氏縣、新城縣、梁縣、河陰縣、陸渾縣、#東垣縣、新安縣、*西東垣縣                                                                                             | - 西晉末為石勒攻陷，建武元年（317年）、永和五年（349年）、永和十二年（356年）及太元九年（384年）曾四度收復河南郡，皆數年後又失，義熙十二年（416年）劉裕北伐，收復河南郡。 - 移往其他州郡的縣份：成皋縣。 - 帶#縣份為原河東郡轄縣。 - 新置縣份：西東垣縣。 - 廢棄縣份：陽城縣、陽翟縣。 |
| 司州 （28）                                                        | 虎牢     | 滎陽郡 （9） | 滎陽縣 | 滎陽縣、京縣、密縣、卷縣、陽武縣、苑陵縣、中牟縣、開封縣、#成皋縣 | - 西晉末為石勒攻陷，升平年間（357-361）及太元十年（385年）曾收復滎陽郡，皆數年後又失，義熙十二年（416年）劉裕北伐，收復滎陽郡。 - 帶#縣份為原河南郡轄縣。 |
| 司州 （28）                                                        | 虎牢     | 弘農郡 （8） | 弘農縣 | 弘農縣、陝縣、宜陽縣、黽池縣、#盧氏縣、華陰縣、湖縣、曲陽縣 | - 西晉末為石勒攻陷，太元十一年（386年）曾收復弘農郡，隆安元年（397年）又失，義熙十二年（416年）劉裕北伐，收復弘農郡。 - 帶#縣份為原上洛郡轄縣。 - 僑寄縣份：曲陽縣。 |
| 司州 （28）                                                        | 虎牢     | 河北郡 | 河北縣 | #河北縣 | - 後秦時置河北郡，義熙十三年（417年）劉裕北伐攻佔此郡，元熙元年（419年）棄守。 - 帶#縣份為原河東郡轄縣。 |
| 司州 （28）                                                        | 虎牢     | 北河東郡 | 蒲坂縣 | #蒲坂縣 | - 義熙十四年（418年）劉裕北伐攻佔蒲阪，設置北河東郡，元熙元年（419年）棄守。 - 帶#縣份為原河東郡轄縣。 |
| 司州 （28）                                                        | 虎牢     | 上洛郡 | 上洛縣 | 上洛縣、商縣 | - 西晉末為石勒攻陷，東晉時未再復郡。 - 移往其他州郡的縣份：盧氏縣。 |
| 廣州 （109）                                                       | 番禺     | 東晉廣州治番禺縣（今廣東省廣州市） | 東晉廣州治番禺縣（今廣東省廣州市） | 東晉廣州治番禺縣（今廣東省廣州市） | 東晉廣州治番禺縣（今廣東省廣州市） |
| 廣州 （109）                                                       | 番禺     | 南海郡 （7） | 番禺縣 | 番禺縣、四會縣、博羅縣、龍川縣、增城縣、*西平縣、*懷化縣 | - 平夷縣改名新夷縣（東晉時）。 - 新置縣份：西平縣（年份不明）、懷化縣（晉安帝時）、盆允縣。 - 移往其他州郡的縣份：新夷縣、盆允縣。 |
| 廣州 （109）                                                       | 番禺     | *東官郡 （5） | 寶安縣 | *寶安縣、*安懷縣、*興寧縣、*海豐縣、#海安縣 | - 咸和六年（331年），析南海、高涼2郡置東官郡。 - 新置縣份：寶安縣、安懷縣、興寧縣、海豐縣、海陽縣。 - 移往其他州郡的縣份：海陽縣。 - 帶#縣份為原高涼郡轄縣。 |
| 廣州 （109）                                                       | 番禺     | *新會郡 （2） | 盆允縣 | *#盆允縣、#新夷縣 | - 元熙二年（420年），析南海郡置新會郡。 - 帶#縣份為原南海郡轄縣。 |
| 廣州 （109）                                                       | 番禺     | 蒼梧郡 （11） | 廣信縣 | 廣信縣、端溪縣、高要縣、丁留縣、猛陵縣、建陵縣、寧新縣、都羅縣、*遂城縣、*廣陵縣、*撫寧縣                                                                                          | - 新置縣份：遂城縣、廣陵縣、撫寧縣 - 移往其他州郡的縣份：元溪縣、臨允縣、豐城縣。 - 省併縣份：鄣平縣、武城縣。 |
| 廣州 （109）                                                       | 番禺     | *晉康郡 （10） | 元溪縣 | #元溪縣、*龍鄉縣、*晉化縣、*夫阮縣、*僑寧縣、*封興縣、*蕩康縣、*思安縣、*遼安縣、*開平縣                                                                                           | - 永和七年（351年），析蒼梧郡置晉康郡。 - 帶#縣份為原蒼梧郡轄縣。 - 新置縣份：龍鄉縣、晉化縣、夫阮縣、僑寧縣、封興縣、蕩康縣、思縣安、遼安縣、開平縣。 |
| 廣州 （109）                                                       | 番禺     | *新寧郡 （10） | 臨允縣 | #臨允縣、*南興縣、*新興縣、*博林縣、*甘東縣、*單牒縣、*威平縣、*封平縣、*平興縣、*永城縣                                                                                           | - 永和七年（351年），析蒼梧郡置晉康郡。 - 帶#縣份為原蒼梧郡轄縣。 - 新置縣份：南興縣、新興縣、博林縣、甘東縣、單牒縣、威平縣、封平縣、平興縣、永城縣。 |
| 廣州 （109）                                                       | 番禺     | *永平郡 （10） | 安沂縣 | *安沂縣、#豐城縣、*蘇平縣、*叔安縣、*夫寧縣、*雷鄉縣、*盧平縣、*員鄉縣、*逋寧縣、*開城縣                                                                                           | - 升平五年（361年），析蒼梧郡置晉康郡。 - 帶#縣份為原蒼梧郡轄縣。 - 新置縣份：安沂縣、豐城縣、蘇平縣、叔安縣、夫寧縣、雷鄉縣、盧平縣、員鄉縣、逋寧縣、開城縣。 |
| 廣州 （109）                                                       | 番禺     | 鬱林郡 （21） | 布山縣 | 布山縣、阿林縣、安遠縣、領方縣、鬱平縣、新邑縣、安始縣、晉平縣、武熙縣、*建初縣、*賓平縣、*威化縣、*新林縣、*龍平縣、*懷安縣、*綏寧縣、*歸化縣、*中冑縣、*程安縣、*威定縣、*建安縣 | - 移往其他州郡的縣份：安廣縣。 - 新置縣份：建初縣、賓平縣、威化縣、新林縣、龍平縣、懷安縣、綏寧縣、歸化縣、中冑縣、程安縣、威定縣、建安縣。 |
| 廣州 （109）                                                       | 番禺     | *晉興郡 （8） | 晉興縣 | *晉興縣、#安廣縣、*熙注縣、*桂林縣、*增翊縣、*廣鬱縣、*晉城縣、*鬱陽縣 | - 太興元年（318年），析鬱林郡置晉興郡。 - 帶#縣份為原鬱林郡轄縣。 - 新置縣份：晉興縣、熙注縣、桂林縣、增翊縣、廣鬱縣、晉城縣、鬱陽縣。 |
| 廣州 （109）                                                       | 番禺     | 桂林郡 （7） | 潭中縣 | 潭中縣、武豐縣、夾陽縣、洋平縣、龍剛縣、*常安縣、*中溜縣 | - 新置縣份：常安縣、中溜縣。 - 省併縣份：軍騰縣、粟平縣。 |
| 廣州 （109）                                                       | 番禺     | 高涼郡 （7） | 安寧縣 | 安寧縣、思平縣、高涼縣、廣化縣、莫陽縣、*石門縣、*長度縣 | - 移往其他州郡的縣份：海安縣。 - 新置縣份：石門縣、長度縣。 - 省併縣份：化平縣、西平縣。 |
| 廣州 （109）                                                       | 番禺     | 寧浦郡 （6） | 寧浦縣 | 寧浦縣、興道縣、吳安縣、平山縣、始定縣、簡陽縣 | |
| 廣州 （109）                                                       | 番禺     | *義安郡 （5） | 海陽縣 | *#海陽縣、*綏安縣、*海寧縣、*潮陽縣、*義招縣 | - 義熙九年（413年）析東官郡置義安郡。 - 新置縣份：綏安縣（413年置）、海寧縣（413年置）、潮陽縣（413年置）、義招縣（413年置）。 - 帶#縣份為原東官郡轄縣。 |
| 交州 （66）                                                        | 龍編     | 東晉交州治龍編縣（今越南北寧省仙遊縣東） | 東晉交州治龍編縣（今越南北寧省仙遊縣東） | 東晉交州治龍編縣（今越南北寧省仙遊縣東） | 東晉交州治龍編縣（今越南北寧省仙遊縣東） |
| 交州 （66）                                                        | 龍編     | 交趾郡 （14） | 龍編縣 | 龍編縣、嬴婁縣、定安縣、句漏縣、曲昜縣、北帶縣、稽徐縣、西於縣、朱鳶縣、望海縣、交興縣、南定縣、武寧縣、海平縣                                                                     | |
| 交州 （66）                                                        | 龍編     | 合浦郡 （9） | 合浦縣 | 合浦縣、珠官縣、徐聞縣、蕩昌縣、南平縣、毒質縣、晉始縣、*朱盧縣、*新安縣 | - 新置縣份：朱盧縣（年份不明）、新安縣（年份不明）。 |
| 交州 （66）                                                        | 龍編     | 新昌郡 （8） | 麊泠縣 | 麊泠縣、嘉寧縣、吳定縣、封山縣、臨西縣、西道縣、*新道縣、*晉化縣 | - 新置縣份：新道縣（年份不明）、晉化縣（年份不明）。 |
| 交州 （66）                                                        | 龍編     | 武平郡 （8） | 武定縣 | *武定縣、進山縣、根寧縣、安武縣、扶安縣、武興縣、封溪縣、平道縣 | - 新置縣份：武定縣（年份不明）。 |
| 交州 （66）                                                        | 龍編     | 九真郡 （11） | 胥浦縣 | 胥浦縣、移風縣、常樂縣、建初縣、津梧縣、松原縣、扶樂縣、高安縣、寧夷縣、軍安縣、*都龐縣                                                                                            | - 新置縣份：都龐縣（年份不明）。 |
| 交州 （66）                                                        | 龍編     | 九德郡 （9） | 九德縣 | 九德縣、陽遠縣、咸驩縣、南陵縣、蒲陽縣、曲胥縣、都洨縣、扶芩縣、西安縣 | |
| 交州 （66）                                                        | 龍編     | 日南郡 （7） | 比景縣 | 比景縣、象林縣、朱吾縣、西卷縣、盧容縣、無勞縣、壽泠縣 | |

## 註解
1. ↑  胡阿祥認為是僑縣。（《中國行政區劃通史·三國兩晉南朝卷》，第803頁）
2. ↑  胡阿祥認為是僑縣。（《中國行政區劃通史·三國兩晉南朝卷》，第804頁）
3. ↑  陽平、濟陰、北濟陰度屬北徐州皆在劉宋大明元年（457年）。
4. ↑  胡阿祥認為東晉末屬北徐州。（《中國行政區劃通史·三國兩晉南朝卷》，第811頁）
5. ↑  胡阿祥認為東晉末屬北徐州。（《中國行政區劃通史·三國兩晉南朝卷》，第811頁）
6. ↑  《晉書·地理志》有萊蕪縣，胡阿祥誤以為410年新置。（《中國行政區劃通史·三國兩晉南朝卷》，第815頁）
7. ↑  胡阿祥據《宋書·州郡志》引《永初郡國》「無鉅平縣」，謂此矩平縣劉宋時置，則東晉時鉅平縣已廢。（《中國行政區劃通史·三國兩晉南朝卷》，第815頁）
8. ↑  據《宋書·州郡志》記載，平陽縣即南平陽縣，胡阿祥誤分為二縣。（《中國行政區劃通史·三國兩晉南朝卷》，第816頁）
9. ↑  胡阿祥謂平昌、考城2縣皆屬東燕僑郡領縣，非實土東燕郡領縣。（《中國行政區劃通史·三國兩晉南朝卷》，第818頁）
10. ↑  平陸，西晉時為東平陸，當東晉時改名。
11. ↑  胡阿祥謂濟陽郡當義熙六年（410年）置。（《中國行政區劃通史·三國兩晉南朝卷》，第819頁）
12. ↑  《宋書·州郡志》誤作「宋城」。胡阿祥謂此縣乃實縣非僑縣。（《宋書州郡志匯釋》，第116頁）按安城縣《宋書·州郡志》及《晉書·地理志》均屬汝南郡轄，且此縣與汝陰郡之間隔著新蔡郡，若為汝陰郡管轄則將成為汝陰郡西部的飛地，此縣當是寄住汝陰郡境內的僑縣。
13. ↑  《晉書·地理志》作「項縣」。
14. ↑  《晉書·地理志》作「召陵縣」。
15. ↑  胡阿祥認為當作「零縣令，漢舊縣作靈，故屬清河。流寓因配」。（《六朝疆域與政區研究》(增訂本)，第552頁）
16. ↑  胡阿祥《中國行政區劃通史·三國兩晉南朝卷》，第826-827頁。
17. ↑  《宋書·州郡志》無廬江（僑）郡記載，疑義熙八年（412年）土斷廢郡併入淮南（僑）郡。
18. ↑  胡阿祥《中國行政區劃通史·三國兩晉南朝卷》，第827頁。
19. ↑  胡阿祥謂《宋志》司州弘農郡脫華陰縣。（《中國行政區劃通史·三國兩晉南朝卷》，第835頁）
20. ↑  《考表》謂：考《漢志》上東海郡、《續漢志》三徐州下邳國領有曲陽，則《宋志》不誣也。以弘農實郡領東土舊縣，其為僑縣無疑。（胡阿祥《宋書州郡志匯釋》，第178頁）
21. ↑  此「叔」字為田部的叔。
22. ↑   註:

### 出處
1. ↑  《太平寰宇記》卷123〈淮南道·揚州〉：「元帝渡江，歷江左，揚州常理建業。」
2. ↑  《晉書》卷6〈元帝紀〉：「〔太興元年〕六月，旱，帝親雩。改丹陽內史為丹陽尹。」；《宋書》卷35〈州郡志一·揚州刺史〉：「元帝太興元年，改為尹。」
3. ↑  洪亮吉《東晉疆域志》，《二十五史補編》第3冊，第3584頁。
4. ↑  《元和郡縣圖志》卷28〈江南道四·宣州〉：「順帝立宣城郡，東晉或理蕪湖，或理姑熟，或理赭圻。」
5. ↑  《宋書》卷35〈州郡志一·宣城太守〉：「廣陽令，漢舊縣曰陵陽，子明得仙於此縣山，故以為名。晉成帝杜皇后諱「陵」，咸康四年更名。」
6. ↑  《宋書》卷35〈州郡志一·吳郡太守〉：「富陽令，漢舊縣。本曰富春……晉簡文鄭太后諱『春』，孝武改曰富陽。」；《晉書》卷9〈孝武帝紀〉：「〔太元〕十九年夏六月壬子，追尊會稽王太妃鄭氏為簡文宣太后。」
7. ↑  《宋書》卷35〈州郡志一·吳郡太守〉：「新城令……張勃云：『晉末立。』疑是太康末立，尋復省也。晉成帝咸和九年又立。」
8. ↑  《晉書》卷7〈成帝紀〉：「〔咸和二年十二月〕丙寅，徒封琅邪王昱為會稽王。」
9. ↑  《宋書》卷35〈州郡志一·臨海太守〉：「樂安令，晉康帝分始豐立。」
10. ↑  《晉書》卷15〈地理志下〉：「明帝太寧元年，分臨海立永嘉郡，統永寧、安固、松陽、橫陽等四縣」；《宋書》卷35〈州郡志一·揚州刺史〉：「永嘉太守，晉明帝太寧元年，分臨海立。」
11. ↑  《宋書》卷35〈州郡志一·臨海太守〉：「樂成令，晉孝武寧康三年，分永寧立。」
12. ↑  《宋書》卷35〈州郡志一·晉陵太守〉：「南沙令，本吳縣司鹽都尉署。吳時名沙中。吳平後，立暨陽縣割屬之。晉成帝咸康七年，罷鹽署，立以為南沙縣。」
13. ↑  《宋書》卷36〈州郡志二·淮南太守〉：「其後中原亂，胡寇屢南侵，淮南民多南度。成帝初，蘇峻、祖約為亂於江淮，胡寇又大至，民南渡江者轉多，乃於江南僑立淮南郡及諸縣。晉末，遂割丹陽之於湖縣為淮南境。」
14. 1 2  《宋書》卷35〈州郡志一·淮南太守〉：「襄垣令，其地本蕪湖。蕪湖縣，漢舊縣。至於晉末，立襄垣縣，屬上黨。上黨民南過江，立僑郡縣，寄治蕪湖，後省上黨郡為縣，屬淮南。」
15. ↑  《宋書》卷35〈州郡志一·淮南太守〉：「當塗令，晉成帝世，與逡道俱立為僑縣，晉末分於湖為境。」
16. ↑  《宋書》卷35〈州郡志一·淮南太守〉：「定陵令，漢舊名，本屬襄城，後割蕪湖為境。」
17. ↑  《宋書》卷35〈州郡志一·淮南太守〉：「逡道令，漢作逡遒，晉作逡道，後分蕪湖為境。」
18. ↑  《宋書》卷35〈州郡志一·淮南太守〉：「繁昌令，漢舊名，本屬潁川。魏分潁川為襄城，又屬焉。晉亂，省襄城郡，以此縣屬淮南，割於湖為境。」
19. 1 2 3 4 5 6 7  《宋書》卷35〈州郡志一·南琅邪太守〉：「南琅邪太守，晉亂，琅邪國人隨元帝過江千餘戶，太興三年，立懷德縣。丹楊雖有琅邪相而無此地。成帝咸康元年，桓溫領郡，鎮江乘之蒲洲金城上，求割丹陽之江乘縣境立郡，又分江乘地立臨沂縣。《永初郡國》有陽都前漢屬城陽，後漢、《晉太康地志》屬琅邪。、費、即丘并別見三縣，並割臨沂及建康為土。費縣治宮城之北。元嘉八年，省即丘併陽都。十五年，省費併建康、臨沂。孝武大明五年，省陽都併臨沂。」
20. ↑  《宋書》卷35〈州郡志一·廣陵太守〉：「江都令……江左又省併輿縣。」
21. ↑  《晉書》卷15〈地理志下〉：「義熙七年……又分廣陵界置海陵、山陽二郡。」；《宋書》卷35〈州郡志一·南兗州刺史〉：「海陵太守，晉安帝分廣陵立。」
22. ↑  《宋書》卷35〈州郡志一·海陵太守〉：「臨江令，晉安帝立。」
23. ↑  《宋書》卷35〈州郡志一·海陵太守〉：「如皋令，晉安帝立。」
24. ↑  《宋書》卷35〈州郡志一·海陵太守〉：「寧海令，晉安帝立。」
25. ↑  《宋書》卷35〈州郡志一·海陵太守〉：「蒲濤令，晉安帝立。」
26. ↑  《宋書》卷35〈州郡志一·海陵太守〉：「建陵令，晉安帝立。」[註⁠ 1]
27. ↑  《晉書》卷15〈地理志下〉：「義熙七年……以盱眙立盱眙郡，統考城、直瀆、陽城三縣。」；《宋書》卷35〈州郡志一·南兗州刺史〉：「盱眙太守……晉屬臨淮，晉安帝分立。」
28. ↑  《宋書》卷35〈州郡志一·海陵太守〉：「陽城令，晉安帝立。」
29. ↑  《宋書》卷35〈州郡志一·海陵太守〉：「瀆令，晉安帝立。」
30. ↑  《宋書》卷35〈州郡志一·南兗州刺史〉：「鍾離太守，本屬南兗州，晉安帝分立。案漢九江郡、晉淮南郡有鐘離縣，即此地也。」
31. ↑  《宋書》卷35〈州郡志一·鍾離太守〉：「燕縣令，故屬東燕。流寓因配。」
32. ↑  《宋書》卷35〈州郡志一·鍾離太守〉：「朝歌令，本屬河內，晉武帝分河內為汲，又屬焉。流寓因配。」
33. ↑  《宋書》卷35〈州郡志一·鍾離太守〉：「樂平令，前漢曰清，屬東郡，章帝更名，《晉太康地志》無。流寓因配。」
34. ↑  《宋書》卷35〈州郡志一〉：「山陽太守，晉安帝義熙中土斷分廣陵立。」
35. ↑  《宋書》卷35〈州郡志一·山陽太守〉：「山陽令，射陽縣境，地名山陽，與郡俱立。」
36. ↑  《宋書》卷35〈州郡志一·山陽太守〉：「鹽城令，舊曰鹽瀆，前漢屬臨淮，後漢、晉屬廣陵；三國時廢，晉武帝太康二年復立。晉安帝更名。」
37. ↑  《宋書》卷35〈州郡志一·山陽太守〉：「東城令，晉安帝立。」
38. ↑  《宋書》卷35〈州郡志一·山陽太守〉：「左鄉令，晉安帝立。」
39. 1 2 3  《宋書》卷35〈州郡志一·南兗州刺史〉：「秦郡太守，晉武帝分扶風為秦國，中原亂，其民南流，寄居堂邑。堂邑本為縣，前漢屬臨淮，後漢屬廣陵，晉又屬臨淮。晉惠帝永興元年，分臨淮淮陵立堂邑郡，安帝改堂邑為秦郡。……《永初郡國》又領臨塗（晉、宋立）、平丘（漢舊，屬陳留，《晉太康地志》無。）、外黃（漢舊名，屬陳留。）、沛、雍丘、浚儀、頓丘（別見）凡七縣。何無雍丘、外黃、平丘、沛，徐又無浚儀。元嘉八年，以沛併頓丘。後廢帝元徽元年，割頓丘屬新昌。領縣四」
40. ↑  《宋書》卷35〈州郡志一·秦郡太守〉：「秦令，本屬秦國，流寓立。」
41. ↑  《宋書》卷35〈州郡志一·秦郡太守〉：「尉氏令，漢舊名，屬陳留。」
42. ↑  《宋書》卷35〈州郡志一·秦郡太守〉：「義成令，江左立。」
43. 1 2 3 4 5 6 7 8  《晉書》卷15〈地理志下·徐州〉：「義熙七年，始分淮北為北徐州，淮南但為徐州，統彭城、沛、下邳、蘭陵、東莞、東安、琅邪、淮陽、陽平、濟陰、北濟陰十一郡。[註⁠ 3]」；《宋書》卷35〈州郡志一·南徐州刺史〉：「安帝義熙七年，始分淮北為北徐。」
44. ↑  《晉書》卷7〈成帝紀〉：「〔咸和元年〕十二月，濟岷太守劉闓殺下邳內史夏侯嘉，叛降石勒。」；卷8〈哀帝紀〉：「〔升平二年〕以散騎常侍郗曇為北中郎將、持節、都督徐兗青冀幽五州諸軍事、徐兗二州刺史，鎮下邳。」
45. ↑  《宋書》卷35〈州郡志一·東安太守〉：「發干令，漢舊名，屬東郡。《太康地志》無，江左來配。」
46. ↑  《魏書》卷106〈地形志中·東楚州〉：「司馬德宗置宿豫郡。」
47. ↑  《宋書》卷35〈州郡志一·淮陽太守〉：「宿預令，晉安帝立。」
48. 1 2 3 4  《宋書》卷35〈州郡志一·徐州刺史〉：「淮陽太守，晉安帝義熙中土斷立。……角城令，晉安帝義熙中土斷立。　晉寧令，故屬濟岷，流寓來配。　上黨令，本流寓郡，併省來配。」
49. ↑  《宋書》卷35〈州郡志一〉：「兗州刺史，後漢治山陽昌邑，魏、晉治廩丘；武帝平河南，治滑台。」
50. ↑  《宋書》卷35〈州郡志一·東安太守〉：「新泰令，魏立，屬泰山。」
51. ↑  《宋書》卷36〈州郡志二·太原太守〉：「太原令，晉安帝義熙中土斷立，屬泰山。」
52. ↑  《宋書》卷35〈州郡志一·高平太守〉：「平陽令，漢舊縣。曰南平陽。」
53. ↑  《宋書》卷36〈州郡志二·高平太守〉：「《永初郡國》及徐並又有任城縣。（前漢屬東平，章帝元和元年，分東平為任城，又屬焉。晉亦屬任城。江左省郡為縣也。）」
54. ↑  《宋書》卷35〈州郡志一〉：「魯郡太守，秦薛郡，漢高後更名。本屬徐州，光武改屬豫州，江左屬兗州。」
55. ↑  《宋書》卷35〈州郡志一·兗州刺史〉：「又有東燕郡，江左分濮陽所立也，領燕縣、（前漢曰南燕，後漢曰燕，並屬東郡。《太康地志》屬濮陽。）白馬、平昌、考城凡四縣。」[註⁠ 9]
56. ↑  《宋書》卷35〈州郡志一·豫州刺史〉：「汝陽太守，《晉太康地志》、王隱《地道》無此郡，應是江左分汝南立。晉成帝咸康三年，省並汝南，後又立。
57. ↑  《宋書》卷35〈州郡志一·豫州刺史〉：「汝陰太守，晉武帝分汝南立，成帝咸康二年，省並新蔡，後復立。
58. ↑  《宋書》卷36〈州郡志二·汝陰太守〉：「樓煩令，漢舊縣，屬雁門。流寓配屬。」
59. ↑  《宋書》卷36〈州郡志二·新蔡太守〉：「鮦陽令，漢舊縣。晉成帝咸康二年，省併新蔡，後又立。　固始令，故名寢丘之地也。漢光武更名。晉成帝咸康二年，並新蔡，後又立。」
60. ↑  《宋書》卷36〈州郡志二·陳郡太守〉：「西華令，漢舊縣，屬汝南，晉初省，惠帝永康元年復立，屬潁川。江左度此。」
61. ↑  《宋書》卷36〈州郡志二·陳郡太守〉：「《永初郡國》有扶溝。」
62. ↑  《宋書》卷36〈州郡志二·南頓太守〉：「和城令，何江左立。」
63. ↑  《宋書》卷35〈州郡志一·豫州刺史〉：「潁川太守，秦立。魏分潁川為襄城郡，晉成帝咸康二年，省襄城還並潁川。
64. ↑  《宋書》卷36〈州郡志二·弋陽太守〉：「安豐令，舊郡，晉安帝併為縣。」「安豐太守，魏文帝分廬江立。江左僑立，晉安帝省為縣，屬弋陽。」
65. ↑  《宋書》卷36〈州郡志二·歷陽太守〉：「龍亢令，漢舊名，屬沛郡，《晉太康地志》屬譙。江左流寓立。」
66. ↑  《宋書》卷35〈州郡志一·徐州刺史〉：「馬頭太守，屬南豫州，故淮南當塗縣地，晉安帝立，因山形立名。」；《太平寰宇記》卷128〈淮南道·濠州鍾離縣〉：「按晉太元二年，謝玄為兗州刺史，以為馬頭城。至義熙元年立為馬頭郡，緣山形為名。」
67. ↑  《宋書》卷36〈州郡志二·馬頭太守〉：「虞縣令，漢舊名，屬梁郡。流寓因配。」
68. ↑  《宋書》卷36〈州郡志二·馬頭太守〉：「零縣令，晉安帝立。」[註⁠ 15]
69. ↑  《宋書》卷36〈州郡志二·馬頭太守〉：「濟陽令，故屬濟陽。流寓因配。」
70. ↑  《宋書》卷36〈州郡志二·南豫州刺史〉：「晉熙太守，晉安帝分廬江立。」
71. ↑  《宋書》卷36〈州郡志二·晉熙太守〉：「懷寧令，晉安帝立。」
72. ↑  《宋書》卷36〈州郡志二·晉熙太守〉：「新治令，晉安帝立。」
73. ↑  《宋書》卷36〈州郡志二·晉熙太守〉：「陰安令，漢舊名，屬魏郡，《晉太康地志》屬頓丘。」
74. ↑  《晉書》卷8〈穆帝紀〉：「〔永和五年〕石遵揚州刺史王浹以壽陽來降。」卷105〈石勒載記下〉：「石堪攻晉豫州刺史祖約於壽春，屯師淮上。晉龍驤將軍王國以南郡叛降於堪。南陽都尉董幼叛，率襄陽之眾又降於堪。祖約諸將佐皆陰遣使附於勒。石聰與堪濟淮，陷壽春，祖約奔歷陽，壽春百姓陷於聰者二萬餘戶。」
75. ↑  《宋書》卷36〈州郡志二·西陽太守〉：「孝寧侯相，本軑縣，漢舊縣。」
76. ↑  《宋書》卷37〈州郡志三·西陽太守〉：「《永初郡國》、何、徐並有弋陽縣。」
77. ↑  《宋書》卷36〈州郡志二·司州刺史〉：「司州刺史，漢之司隸校尉也。晉江左以來，淪沒戎寇，雖永和、太元王化暫及，太和、隆安還復湮陷。牧司之任，示舉大綱而已。縣邑戶口，不可具知。武帝北平關、洛，河南底定，置司州刺史，治虎牢，領河南、滎陽、弘農實土三郡。」
78. 1 2  《宋書》卷36〈州郡志二·司州刺史〉：「河南領洛陽、河南、鞏、緱氏、新城、梁、（並漢舊縣。）河陰、（《晉太康地志》有。）陸渾、（漢舊縣，屬弘農，《晉太康地志》屬河南。）東垣、（二漢、《晉太康地志》、何有垣縣。）新安、（二漢屬弘農，《晉太康地志》屬河東。）西東垣，（新立。）凡十一縣。」
79. 1 2  《宋書》卷36〈州郡志二·司州刺史〉：「滎陽領京、密、滎陽、卷、陽武、苑陵、中牟、開封、成皋，（並漢舊縣。屬河南。）凡九縣。」
80. 1 2  《宋書》卷36〈州郡志二·司州刺史〉：「弘農領弘農、陝、宜陽、黽池、盧氏、（並漢舊縣。）曲陽，（前漢屬東海，後漢屬下邳，《晉太康地志》無。）凡七縣。」
81. ↑  《資治通鑑》卷118：「檀道濟、沈林子自陝北渡河，拔襄邑堡，秦河北太守薛帛奔河東。」胡三省注：「襄邑堡在河北郡河北縣，漢、晉屬河東郡，秦分立河北郡。」
82. ↑  =《宋書》卷51〈宗室傳·劉遵考〉：「〔劉遵考〕隨高祖北伐。時高祖諸子竝弱，宗室唯有遵考。長安平定，以督并州、司州之北河東、北平陽、北雍州之新平、安定五郡諸軍事、輔國將軍、并州刺史，領河東太守，鎮蒲阪。」
83. ↑  《宋書》卷38〈州郡志四·南海太守〉：「西平令，《永初郡國》有。」
84. ↑  《宋書》卷38〈州郡志四·南海太守〉：「懷化令，晉安帝立。」
85. ↑  《宋書》卷38〈州郡志四·新會太守〉：「盆允令，《永初郡國》故屬南海。」
86. ↑  《晉書》卷15〈地理志下〉：「成帝分南海立東官郡。」；《宋書》卷38〈州郡志四·東官太守〉：「東官太守，何志故司鹽都尉，晉成帝立為郡。《廣州記》，晉成帝咸和六年，分南海立。」
87. ↑  《元和郡縣圖志》卷34〈嶺南道一·廣州〉：「東莞縣，本漢博羅縣地，晉成帝咸和六年於此置寶安縣。」
88. ↑  《宋書》卷38〈州郡志四·東官太守〉：「江左立。」
89. 1 2  《宋書》卷38〈州郡志四·義安太守〉：「海陽令，何志晉初立。《晉太康地志》無。晉地記故屬東官。」
90. ↑  《晉書》卷15〈地理志下〉：「恭帝分南海立新會郡。」；《宋書》卷38〈州郡志四·新會太守〉：「新會太守，晉恭帝元熙二年，分南海立。《廣州記》云：「永初元年，分新寧立，治盆允。」
91. ↑  《晉書》卷15〈地理志下〉：「穆帝分蒼梧立晉康、新寧、永平三郡。」；《宋書》卷38〈州郡志四·晉康太守〉：「晉康太守，晉穆帝永和七年分蒼梧立，治元溪。」
92. ↑  《宋書》卷38〈州郡志四·晉康太守〉：「何志無復龍鄉縣，當是晉末立。元嘉二十年前，以龍鄉併端溪也。」
93. ↑  《宋書》卷38〈州郡志四·晉康太守〉：「晉化令，何志不注置立，疑是晉末所立。」
94. ↑  《宋書》卷38〈州郡志四·晉康太守〉：「夫阮令，《永初郡國》有。」
95. ↑  《宋書》卷38〈州郡志四·蒼梧太守〉：「僑寧令，《永初郡國》有，及何志並屬晉康，徐志度此。」
96. ↑  《宋書》卷38〈州郡志四·晉康太守〉：「《永初郡國》又有封興、蕩康、思安、遼安、開平縣。何志無遼安、開平二縣，餘與《永初郡國》同。封興、蕩康、思安、別見。遼安、開平，應是晉末立，元嘉二十年前省。」
97. ↑  《晉書》卷15〈地理志下〉：「穆帝分蒼梧立晉康、新寧、永平三郡。」；《宋書》卷38〈州郡志四·新寧太守〉：「新寧太守，晉穆帝永和七年，分蒼梧立。」
98. ↑  《宋書》卷38〈州郡志四·新寧太守〉：「《永初郡國》有平興、永城縣，何、徐志有永城，無平興。此二縣當是晉末立。」
99. ↑  《晉書》卷15〈地理志下〉：「穆帝分蒼梧立晉康、新寧、永平三郡。」；《宋書》卷38〈州郡志四·永平太守〉：「永平太守，晉穆帝升平五年，分蒼梧立。」
100. ↑  《宋書》卷38〈州郡志四·永平太守〉：「《永初郡國》有雷鄉、盧平、員鄉、逋寧、開城五縣，當是與郡俱立。」
101. ↑  《晉書》卷15〈地理志下〉：「元帝分鬱林立晉興郡。」；《宋書》卷38〈州郡志四·晉興太守〉：「晉興太守，晉元帝太興元年，分鬱林立。」
102. ↑  《宋書》卷38〈州郡志四·桂林太守〉：「常安，《太康地志》有而王隱無。」
103. ↑  《宋書》卷38〈州郡志四·桂林太守〉：「中溜令，漢舊縣，屬郁林，《晉太康地志》無。」
104. ↑  《宋書》卷38〈州郡志四·高涼太守〉：「《永初郡國》高涼又有石門、廣化、長度、宋康四縣。何、徐並無宋康，當是宋初所立，元嘉二十年以前省，其餘當是江左所立。」
105. ↑  《晉書》卷15〈地理志下〉：「安帝分東官立義安郡。」；《宋書》卷38〈州郡志四·義安太守〉：「義安太守，晉安帝義熙九年，分東官立。」
106. ↑  《宋書》卷38〈州郡志四·義安太守〉：「綏安令，何志與郡俱立。《晉地記》故屬東官。」
107. ↑  《宋書》卷38〈州郡志四·義安太守〉：「海寧令，何志與郡俱立。《晉地記》故屬東官。」
108. ↑  《宋書》卷38〈州郡志四·義安太守〉：「潮陽令，何志與郡俱立。《晉地記》故屬東官。」
109. ↑  《宋書》卷38〈州郡志四·義安太守〉：「義招令，晉安帝義熙九年，以東官五營立。」
110. ↑  《宋書》卷38〈州郡志四·合浦太守〉：「新安長，江左立。」
111. ↑  《宋書》卷38〈州郡志四·武平太守〉：「新道長，江左立。」
112. ↑  《宋書》卷38〈州郡志四·武平太守〉：「晉化長，江左立。」
113. ↑   參:

### 書籍
- 劉琳，《華陽國志校注》，成都：巴蜀書社，1984
- 胡阿祥，《六朝疆域與政區研究》（增訂本），北京：學苑出版社，2005
- 任乃強，《華陽國志校補圖注》，上海：上海古籍出版社，2009
- 孔祥軍，《晉書地理志校注》，北京：新世界出版社，2012
- 胡阿祥、孔祥軍、徐成合著，《中國行政區劃通史·三國兩晉南朝卷》，上海：復旦大學出版社，2014
- 房玄齡，《晉書》，維基文庫
- 沈約，《宋書》，維基文庫
- 魏收，《魏書》，維基文庫
- 李吉甫，《元和郡縣圖志》，維基文庫
- 樂史，《太平寰宇記》，維基文庫

### 地圖
- 譚其驤，《中國歷史地圖集》（正體字版），臺北：曉園出版社，1990
- Google地圖[]